# David Bates (football)
Pour les articles homonymes, voir David Bates (homonymie) et Bates.
David Bates, né le 5 octobre 1996 à Kirkcaldy, est un footballeur international écossais. Il évolue au poste de défenseur central au Standard de Liège.

## Biographie

### En club
Avec le club écossais des Rangers FC, il joue deux matchs en Ligue Europa (tours préliminaires).
Le 8 août 2019, il est prêté à Sheffield Wednesday.

### En équipe nationale
Avec les espoirs, il participe aux éliminatoires de l'Euro espoirs 2019.
Il joue son premier match en équipe d'Écosse le 17 novembre 2018, face à l'Albanie, où il dispute l'intégralité de la rencontre. Ce match gagné 0-4 par les Écossais rentre dans le cadre de la Ligue des nations de l'UEFA.

## Statistiques
| Saison                | Club                       | Championnat           | Championnat | Championnat | Coupe nationale | Coupe nationale | Coupe de la Ligue | Coupe de la Ligue | Compétition(s) continentale(s) | Compétition(s) continentale(s) | Compétition(s) continentale(s) | Autres | Autres | Écosse | Écosse | Total | Total |
| Saison                | Club                       | Division              | M.          | B.          | M.              | B.              | M.                | B.                | Comp.                          | M.                             | B.                             | M.     | B.     | M.     | B.     | M.    | B.    |
| 2014-2015             | East Stirlingshire (prêt)  | League Two            | 17          | 1           | -               | -               | -                 | -                 | -                              | -                              | -                              | -      | -      | -      | -      | 17    | 1     |
| 2015-2016             | Raith Rovers               | Championship          | 10          | 0           | 2               | 0               | 1                 | 0                 | -                              | -                              | -                              | 2      | 0      | -      | -      | 15    | 0     |
| 2015-2016             | Brechin City (prêt)        | League One            | 10          | 1           | -               | -               | -                 | -                 | -                              | -                              | -                              | -      | -      | -      | -      | 10    | 1     |
| Sous-total            | Sous-total                 | Sous-total            | 37          | 2           | 2               | 0               | 1                 | 0                 | -                              | -                              | -                              | 2      | 0      | -      | -      | 42    | 2     |
| 2016-2017             | Rangers FC                 | Premiership           | 7           | 0           | 1               | 0               | -                 | -                 | -                              | -                              | -                              | -      | -      | -      | -      | 8     | 0     |
| 2017-2018             | Rangers FC                 | Premiership           | 15          | 1           | 3               | 0               | -                 | -                 | C3                             | 2                              | 0                              | -      | -      | -      | -      | 20    | 1     |
| Sous-total            | Sous-total                 | Sous-total            | 22          | 1           | 4               | 0               | -                 | -                 | -                              | 2                              | 0                              | -      | -      | -      | -      | 28    | 1     |
| 2018-2019             | Hambourg SV                | 2. Bundesliga         | 25          | 1           | 3               | 0               | -                 | -                 | -                              | -                              | -                              | -      | -      | 4      | 0      | 32    | 1     |
| 2019-2020             | Sheffield Wednesday (prêt) | Championship          | -           | -           | 1               | 0               | -                 | -                 | -                              | -                              | -                              | -      | -      | -      | -      | 1     | 0     |
| 2020-2021             | Cercle Bruges KSV (prêt)   | Jupiler Pro League    | 19          | 0           | 2               | 0               | -                 | -                 | -                              | -                              | -                              | -      | -      | -      | -      | 21    | 0     |
| Sous-total            | Sous-total                 | Sous-total            | 44          | 1           | 6               | 0               | -                 | -                 | -                              | -                              | -                              | -      | -      | 4      | 0      | 54    | 1     |
| Total sur la carrière | Total sur la carrière      | Total sur la carrière | 103         | 4           | 12              | 0               | 1                 | 0                 | -                              | 2                              | 0                              | 2      | 0      | 4      | 0      | 124   | 4     |

### Liste des matches internationaux
| Matches internationaux de David Bates | Matches internationaux de David Bates | Matches internationaux de David Bates    | Matches internationaux de David Bates | Matches internationaux de David Bates | Matches internationaux de David Bates | Matches internationaux de David Bates |
|                                       | Date                                  | Lieu                                     | Adversaire                            | Résultat                              | Compétition                           | Notes                                 |
| ------------------------------------- | ------------------------------------- | ---------------------------------------- | ------------------------------------- | ------------------------------------- | ------------------------------------- | ------------------------------------- |
| 1.                                    | 17 novembre 2018                      | Elbasan Arena, Elbasan, Albanie          | Albanie                               | 0 - 4                                 | Ligue des nations                     | Titulaire.                            |
| 2.                                    | 20 novembre 2018                      | Hampden Park, Glasgow, Écosse            | Israël                                | 3 - 2                                 | Ligue des nations                     | Titulaire.                            |
| 3.                                    | 21 mars 2019                          | Astana Arena, Noursoultan, Kazakhstan    | Kazakhstan                            | 3 - 0                                 | Éliminatoires Euro 2020               | Titulaire.                            |
| 4.                                    | 24 mars 2019                          | Stadio Olimpico, Serravalle, Saint-Marin | Saint-Marin                           | 0 - 2                                 | Éliminatoires Euro 2020               | Titulaire.                            |